# Schloss Haltenbergstetten

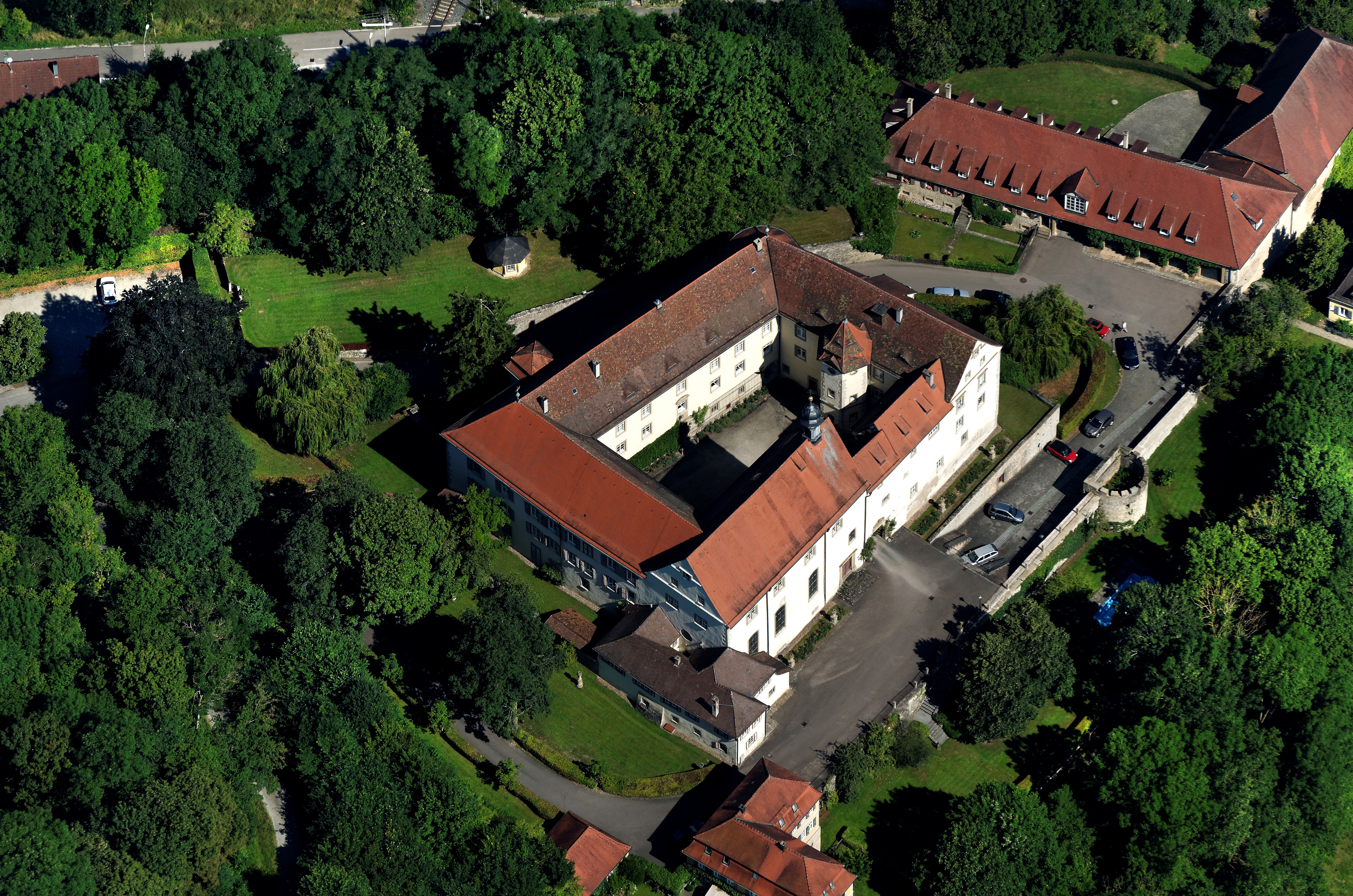
Schloss Haltenbergstetten

Das Schloss Haltenbergstetten ist eine um das Jahr 1200 erbaute Burganlage, die im 16. Jahrhundert zu einem Schloss umgebaut wurde. Das Schloss befindet sich beim namengebenden Wohnplatz Haltenbergstetten auf der Gemarkung der Kernstadt Niederstetten in Baden-Württemberg. Neben einem Naturkundemuseum beherbergte das Schloss auch ein Jagdmuseum. Das Schloss, die Kirche und das Jagdmuseum können auf Anfrage besichtigt werden.

## Lage
Das Schloss Haltenbergstetten liegt auf rund 350 m ü. NHN auf dem unteren Sporn des Lämmerbergs, der die den Ort Niederstetten nordwärts durchlaufende Vorbach vom Seitental des von Südwesten kommenden, in Niederstetten in diesen mündenden Frickentalbachs trennt. Nach Pierer’s Universal-Lexikon hieß der Ort Niederstetten bis 1807 Haltenbergstetten; namengebend für das Schloss Haltenbergstetten.

## Geschichte
Die Ländereien von Haltenbergstetten gehörten vermutlich ursprünglich zur Burg Pfitzingen, die in einem Nachbarort lag. Konrad von Pfitzingen, der 1136/1141 urkundlich erwähnt wurde, war vermutlich der Vater von Konrad von Weikersheim, dem 1153 erwähnten Stammvater des Hauses Hohenlohe.
Um 1200 erbauten die Hohenlohe in Haltenbergstetten eine Burg, die im 16. Jahrhundert zu einem Schloss umgebaut wurde. Durch lehnsrechtlich bedingten Besitzwechsel im Mittelalter und später durch Erbschaft folgten nacheinander die Herren zu Hohenlohe, die Grafen von Castell, die Schenken von Limpurg, die Herren von Rosenberg, die Grafen von Hatzfeld (1641–1794), das Hochstift Würzburg und ab 1803 die Fürsten zu Hohenlohe-Jagstberg, die das Schloss bis heute besitzen.

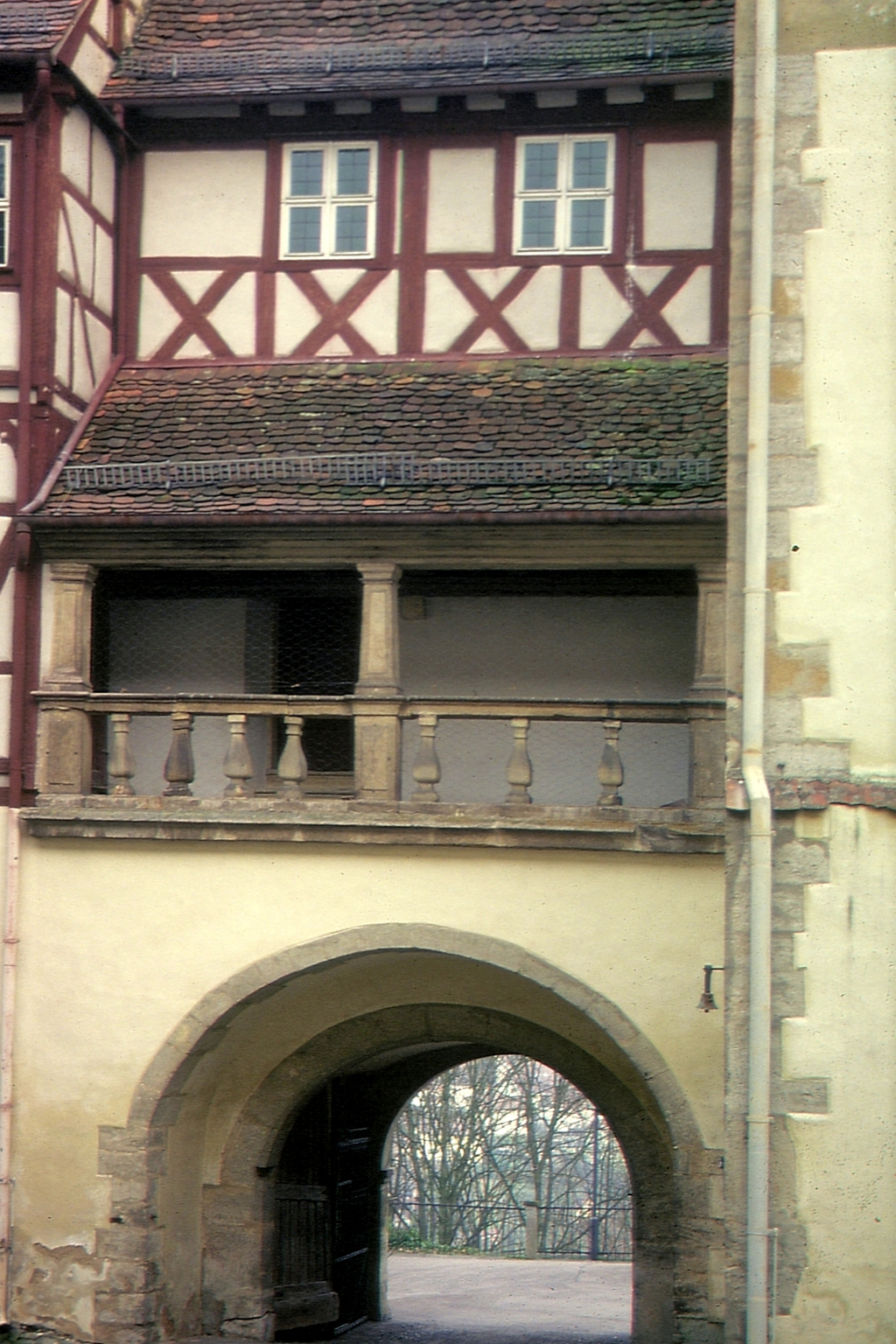
Der Eingang zum Schlosshof des Schlosses Haltenbergstetten

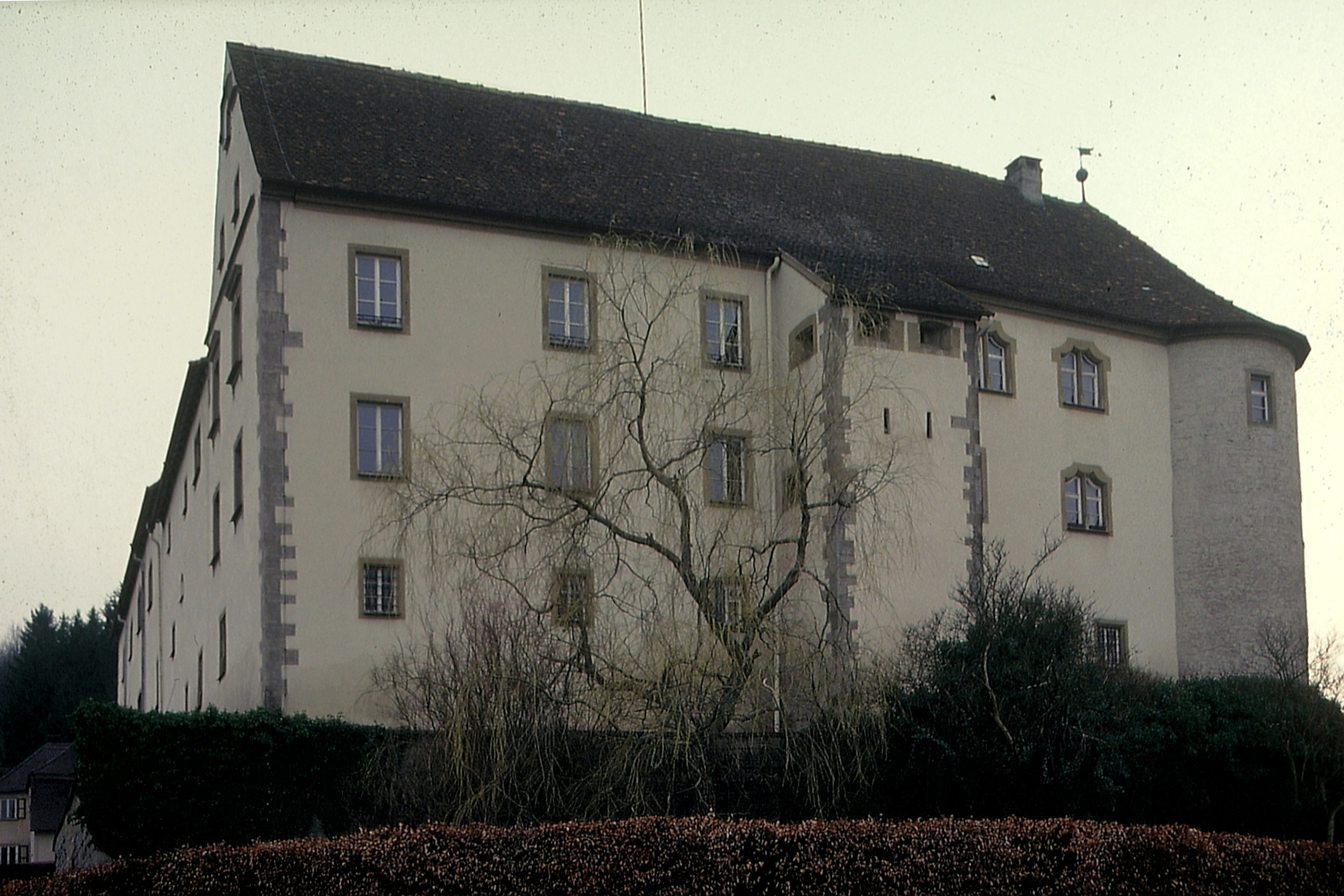

## Anlage
Mehrere stilistische Elemente des Schlosses entstammen der Spätgotik und der Frührenaissance. Lediglich ein Baukörper – die im südlichen Teil des Ostflügels eingebaute barocke Schlosskirche mit Rokoko-Ausstattung und Fürstenloge – ist jünger, fügt sich jedoch unauffällig in das unregelmäßige Viereck ein. Am Hang jenseits der Straße befindet sich mit dem Prinzessinnenhaus, etwas abgesetzt, ein Winkelbau mit Mansarddach. Einen erkerartigen Vorsprung findet man jeweils an der Nord-, West- und Südseite. An der Nordwestecke befindet sich ein Rundturm. Ein polygonaler Treppenturm ist am Nordflügel hofseitig hervorgebaut. Beim Ostflügel liegt der Hauptzugang zum Schlosshof.
Bekannt ist das Prinzessinnenhaus, das zum Schlossensemble gehört.

## Nutzung

### Frühere Nutzung

#### Schlosskapelle als katholische Pfarrkirche
Die Kapelle Maria Immaculata auf Schloss Haltenbergstetten diente bis 1966 als Pfarrkirche der Katholiken in Niederstetten, bevor in den Jahren 1965/66 die Pfarrkirche St. Johannes Evangelist in Niederstetten errichtet wurde.

#### Museen

##### Naturkundemuseum Haltenbergstetten
Im Schloss Haltenbergstetten war ein Naturkundemuseum untergebracht. Dieses ist heute geschlossen.

##### Jagdmuseum Haltenbergstetten
Ein Jagdmuseum befindet sich im Ost- und Süd-Flügel des Schlosses Haltenbergstetten. Neben Jagdtrophäen und Präparaten von Wildtieren sind dort auch Sammlungen einheimischer und exotischer Vogelarten zu sehen.

#### Aufführungen
Im Schloss finden gelegentlich musikalische Aufführungen statt.

### Heutige Nutzung
Das Schloss, die Kirche und das Jagdmuseum können auf Anfrage besichtigt werden.